# Keenen Ivory Wayans
Keenen Ivory Wayans (Nova Iorque, 8 de Junho de 1958) é um ator, comediante e diretor de filmes estadunidense conhecido por ter criado a comédia In living color, que revelou para a TV grandes nomes como Jim Carrey, Jamie Foxx, seus irmãos Damon Wayans, Shawn Wayans e Marlon Wayans, sua irmã Kim Wayans, dentre outros. Keenen foi o criador e produtor de Scary Movie (Todo mundo em pânico, no Brasil), a maior comédia já dirigida por um afro-americano. Possui nove irmãos, Shawn Wayans, Marlon Wayans e Damon Wayans, entre outros.

## Biografia
Keenen nasceu em Nova York, filho de Howell Wayans, um diretor de supermercado, e sua mulher Elvira, assistente social. Sua família é Testemunha de Jeová. Keenen cursou a Tuskegee University, onde foi membro da fraternidade Alpha Phi Alpha, a primeira fraternidade intercolegial fundada por afro-americanos. Entretanto, nos últimos anos no colégio decidiu ser comediante. Keenen é membro de uma das poucas famílias de comediantes famosas em Hollywood, incluindo seus irmãos Damon, Kim, Nadia, Shawn e Marlon. Seus sobrinhos são Craig Wayans, Damon Wayans Jr., Michael Wayans, Cara Mia Wayans, Kyla Wayans, Damien Dante Wayans and Chaunté Wayans.
Keenen é vegetariano e apoia o grupo de direitos dos animais, PETA.

## Filmografia
| Ano  | Título                                                                   | Personagem          |
| ---- | ------------------------------------------------------------------------ | ------------------- |
| 1983 | Star 80                                                                  | Comic               |
| 1983 | For Love and Honor                                                       | Duke                |
| 1987 | A Different World (TV Series)                                            | Professr Lawrence   |
| 1987 | Hollywood Shuffle                                                        | Donald/Jheri Curi   |
| 1988 | I'm Gonna Git You Sucka                                                  | Jack Spade          |
| 1994 | A Low Down Dirty Shame                                                   | Shame               |
| 1996 | Don't Be a Menace to South Central While Drinking Your Juice in the Hood | Mailman             |
| 1996 | The Glimmer Man                                                          | Det. Jim Campbell   |
| 1997 | Most Wanted                                                              | Sargento James Dunn |
| 2000 | Scary Movie                                                              | Slave               |
| 2001 | My Wife and Kids (TV Series)                                             | Ken Kyle            |
| 2009 | Dance Flick                                                              | Mr. Stache          |
| 2013 | Happily Divorced                                                         | Tony                |
| 2014 | Last Comic Standing                                                      | Juiz                |

### Como diretor
- Hollywood Shuffle (1987) (produtor)
- Eddie Murphy: Raw (1987) (produtor)
- I'm Gonna Git You Sucka (1988) (diretor)
- In Living Color (1989-1994) (diretor)
- The Five Heartbeats (1991) (produção)
- A Low Down Dirty Shame (1994) (diretor)
- Don't Be a Menace to South Central While Drinking Your Juice in the Hood (1996) (produtor)
- The Keenen Ivory Wayans Show (1997) (produtor executivo)
- Most Wanted (1997) (produtor executivo)
- Scary Movie (2000) (actor e director)
- Scary Movie 2 (2001) (diretor)
- White Chicks (2004) (produtor, diretor)
- Little Man (2006) (diretor)